# Marie Le Net

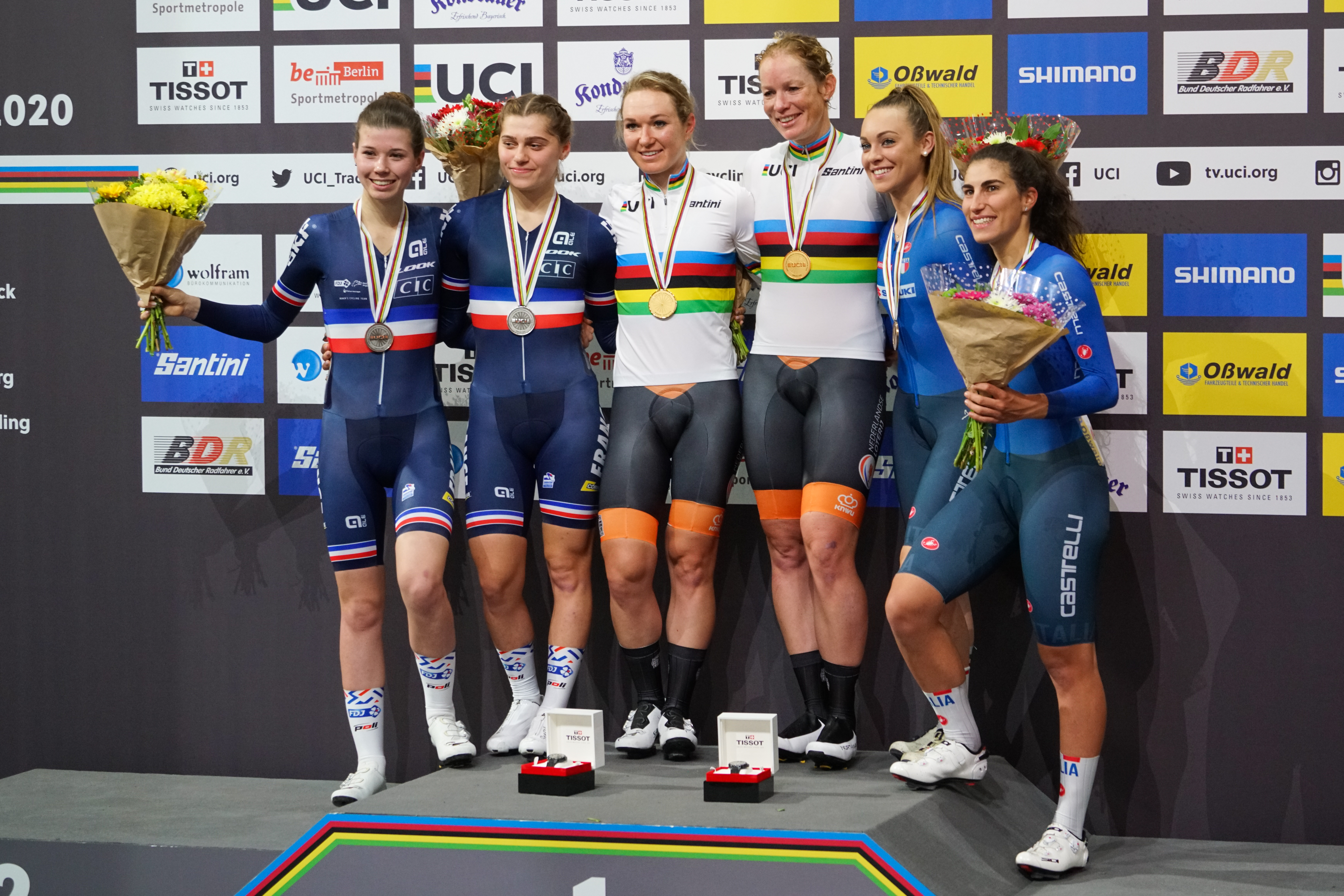
Podium WK baan 2020, koppelkoers. V.l.n.r. Marie Le Net & Clara Copponi, Amy Pieters & Kirsten Wild, Letizia Paternoster & Elisa Balsamo.

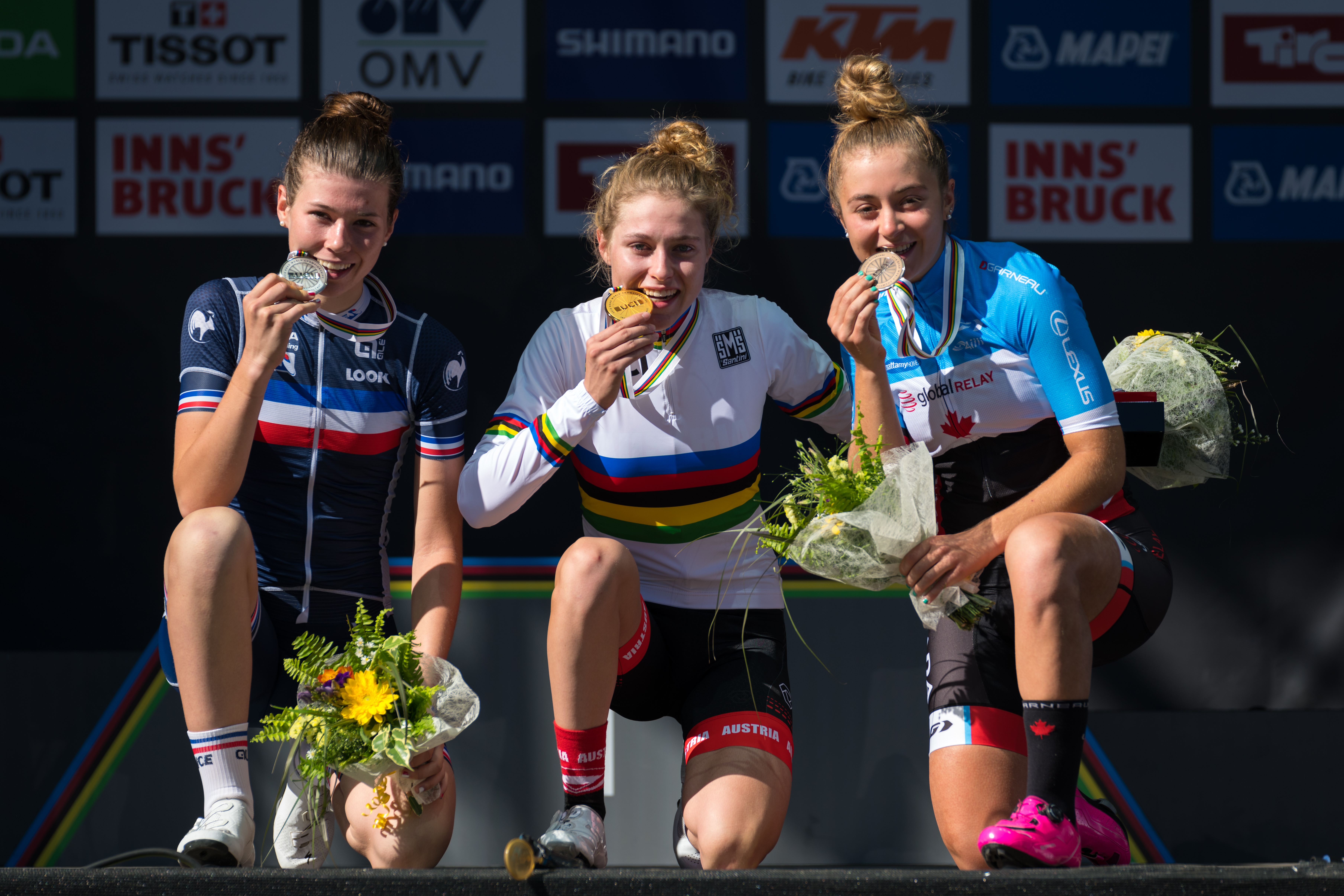
Podium WK 2018, junioren wegwedstrijd: Marie Le Net, Laura Stigger en Simone Boilard

Marie Le Net (Pontivy, 25 januari 2000), is een Franse baan- en wegwielrenster.

## Carrière
Ze komt sinds 2019 uit voor de Franse ploeg FDJ Nouvelle-Aquitaine Futuroscope. Le Net won in 2018 de koppelkoers op de Wereldkampioenschappen baanwielrennen voor junioren. Tijdens de Wereldkampioenschappen baanwielrennen van 2020 en 2021 behaalde ze samen met Clara Copponi een tweede plaats op de koppelkoers. In augustus 2021 nam ze namens Frankrijk deel aan de Olympische Spelen in Tokio; samen met Copponi werd ze vijfde in de koppelkoers.

## Palmares

### Baanwielrennen
| Jaar     | NK                                 | EK                   | WK                                 | Overig                                     |
| Junioren | Junioren                           | Junioren             | Junioren                           | Junioren                                   |
| -------- | ---------------------------------- | -------------------- | ---------------------------------- | ------------------------------------------ |
| 2017     | achtervolging                      |                      | ploegenachtervolging · koppelkoers |                                            |
| 2018     |                                    |                      | koppelkoers                        |                                            |
| Belofte  |                                    |                      |                                    |                                            |
| 2019     |                                    | ploegenachtervolging |                                    |                                            |
| Elite    |                                    |                      |                                    |                                            |
| 2017     | ploegenachtervolging               |                      |                                    |                                            |
| 2018     |                                    |                      |                                    |                                            |
| 2019     |                                    |                      |                                    |                                            |
| 2020     |                                    |                      | koppelkoers                        |                                            |
| 2021     |                                    |                      | koppelkoers                        |                                            |
| 2022     |                                    |                      |                                    |                                            |
| 2023     | koppelkoers · omnium               | puntenkoers          | ploegenachtervolging               |                                            |
| 2024     |                                    |                      |                                    | Olympische Spelen: 5e ploegenachtervolging |
| 2025     | omnium · koppelkoers · puntenkoers |                      |                                    |                                            |

### Wegwielrennen
2017
 Frans kampioenschap tijdrijden, junior
Chrono des Nations, junior
2018
 Wereldkampioenschap op de weg, junior
 Frans kampioenschap tijdrijden, junior
 Frans kampioenschap op de weg, junior
2019
4e Frans kampioenschap op de weg, elite
6e Frans kampioenschap tijdrijden, elite
2020
 Frans kampioenschap op de weg, belofte
 Frans kampioenschap tijdrijden, belofte
2022
 Europees Kampioenschap tijdrijden, belofte
La Picto-Charentaise
2025
 Frans kampioene op de weg, elite

#### Resultaten in voornaamste wedstrijden
| Jaar | Ronde van Italië | Ronde van Frankrijk | Ronde van Spanje |
| ---- | ---------------- | ------------------- | ---------------- |
| 2021 |                  |                     | 41e              |
| 2022 |                  | 43e                 | 64e              |
| 2023 | 44e              |                     | 71e              |
| 2024 |                  |                     |                  |
| 2025 |                  | 58e                 | 79e              |

| Jaar | Milaan-San Remo | Gent-Wevelgem | Ronde van Vlaanderen | Parijs-Roubaix | Amstel Gold Race | Strade Bianche |  | WK op de weg |
| ---- | --------------- | ------------- | -------------------- | -------------- | ---------------- | -------------- |  | ------------ |
| 2021 |                 |               |                      |                |                  |                |  |              |
| 2022 |                 |               | 79e                  | 28e            | 43e              | 48e            |  | 53e          |
| 2023 |                 |               |                      | 41e            | 84e              | 69e            |  |              |
| 2024 |                 | 77e           |                      | 9e             |                  |                |  |              |
| 2025 | 73e             |               |                      | 37e            |                  | 53e            |  |              |

## Ploegen
- 2019 –  FDJ Nouvelle-Aquitaine Futuroscope
- 2020 –  FDJ Nouvelle-Aquitaine Futuroscope
- 2021 –  FDJ Nouvelle-Aquitaine Futuroscope
- 2022 –  FDJ Nouvelle-Aquitaine Futuroscope
- 2023 –  FDJ-SUEZ-Futuroscope
- 2024 -  FDJ-Suez
- 2025 -  FDJ-Suez

Becker · Borgli · Bravard · Demay · Duval · Fahlin · Gillow · Grossetête · Guilman · Kitchen · Le Net · Muzic · Richioud · Wiel
Borgli · Chapman · Duval · Fahlin · Gillow · Grossetête · Guilman · Kitchen · Le Net · Muzic · Uttrup Ludwig · Wiel
Borgli · Cavalli · Chapman · Duval · Fahlin · Grossetête · Guilman · Kitchen · Le Net · Muzic · Uttrup Ludwig · Wiel
Borgli · Brown · Cavalli · Chapman · Copponi · Duval · Fahlin · Grossetête · Guazzini · Guilman · Le Net · Muzic · Uttrup Ludwig · Wiel
Adegeest · Borgli · Brown · Cavalli · Copponi · Duval · Fahlin · Grossetête · Guazzini · Guilman · Le Net · Muzic · Uttrup Ludwig · Verhulst · Wiel
Adegeest · Brown   · Buysman · Cavalli · Curinier · Demay · Duval · Guazzini · Kraak · Le Net · Molengraaf · Muzic · Uttrup Ludwig · Verhulst · Vigilia · Wiel
Adegeest · Buysman · Chabbey · Curinier · Demay · Duval · Gery · Guazzini · Kraak · Labous · Le Net · Molengraaf · Muzic · Rayer · Vigilia · Vollering · Wiel · Wollaston